# 監管科技
監管科技（英語：Regulatory technology, RegTech），是利用資訊技术監測受監管實體是否遵守監管要求與法律 。2016年，臺灣金管會定義「法遵科技」為「利用資訊科技，廣泛蒐集各國金融監理制度與法規要求，提供分析與管理的工具，自動協助金融機構遵守法規要求，以降低作業風險」。 
監管科技，多应用於严格管制行业和活动，如金融、遊戲、医疗保健、药物、能源和航空。 監管科技，強調經常性监测、报告與合規，致力於提高透明度，以及一致性和标准化监管过程，從而在消除規範中的模糊，以更低的成本達到更好的監管效果。
因為監管科技一直专注于金融服务的手动报告和合規过程的数位化，故常被認為是金融科技導致的結果。然而，監管科技亦應用於其他領域，如能源。 監管科技實為政府科技（GovTech）的子集。

## 發展
2016年，英國金融行為監管局率先推動監理科技，舉辦黑客松徵求解決方案。監理科技，廣泛應用在反洗錢、打擊資恐等領域，如可疑交易偵測、實質受益人辨識等。自動化填報監理報告也是重點之一。除了提高效率，監理科技同時帶來資訊安全挑戰。

### 註腳
1. 1 2  Ryan. . INSIDE. 2016-09-01  [2024-03-16]. （原始内容存档于2024-03-16）.
2. ↑  中華民國金融監督管理委員會.  (PDF). 2016  [2024-03-16]. （原始内容存档 (PDF)于2024-03-16）.
3. ↑  . blogs.deloitte.ch.   [2017-11-09]. （原始内容存档于2024-03-16） （英国英语）.
4. ↑  . World Bank.   [23 September 2022]. （原始内容存档于2024-10-04）.
5. ↑  . Bloomberg. 23 September 2019  [23 September 2022].
6. ↑  李于宏.  (PDF).   [2024-03-16]. （原始内容存档 (PDF)于2024-08-06）.

### 文獻
- 林文遠. . 國立臺灣科技大學財務金融研究所. 2020  [2024-03-16]. （原始内容存档于2024-03-16）.